# Superheist
Superheist é uma banda australiana de new metal formada em 1993 na cidade do Melbourne.
A banda retornou em 2016 para lançar no mesmo ano o álbum Ghosts of the Social Dead, e Sidewinder em 2019.

## Integrantes

### Formação Atual
- Joey Biro - vocal
- DW Norton - guitarra
- Fetah Sabawi - teclados
- Drew Dedman - baixo
- Sean Pentecost - bateria

### Ex-integrantes
- Rod McLeod - vocal
- Adam Donath - baixo
- Simon Durrant - baixo
- Chris Ainsworth - sintetizador, sampler

## Discografia

### Álbuns de Estudio
- 2001: The Prize Recruit
- 2002: Identical Remote Controlled Reactions
- 2016: Ghosts of the Social Dead
- 2019: Sidewinder

### EP's
- 1994: Apocalypse
- 1997: Chrome Matrix
- 2000: 8 Miles High
- 2003: New, Rare, Live